# 湖城流
湖城流（こじょうりゅう、方言でこぐすくりゅう）とは、沖縄本島の那覇久米村の士族・湖城家に伝わってきた門外不出の空手流派である。打撃技による連続攻撃のあと、取手（トゥイティ、関節技・投げ技）で相手を押さえ込むなどの技法を、その特徴としている。

## 歴史
湖城流によれば、流祖は唐名・蔡肇功（さいちょうこう）、湖城親方とされる（二代蔡昌偉を流祖とする説もある）。蔡氏湖城家は、唐名・蔡瀚、屋良親雲上を元祖とする蔡氏具志家の支流（分家）であり、蔡肇功はその四世である。遠戚には、有名な蔡温がいる。湖城親方は、1665年頃、中国において中国兵法を学び、康熙帝(1655年 - 1722年）より兵法皆伝証を授与され帰国した。帰国後、湖城親方は兵法に含まれる武術・組打法を一族に伝授したとされる。
その後、湖城家は、初代湖城親雲上、二代蔡昌偉、三代湖城以正（1832年 - 1891年）、三代湖城大禎（1837年 - 1917年　異名　剛拳タンメー）、四代湖城嘉宝（1849年 - 1925年　異名　学者タンメー）、四代湖城鳳鳴（1861年-1919年　異名　赤ヒゲ）、五代湖城再鏡（1873年 - 1941年　異名　久米島王）、五代湖城秀蓮（1883年-1945年　異名　鬼部長）、六代湖城嘉富（1909年 - 1996年）、七代湖城繁(1934年-1970年代）、八代湖城立美（1951年－　　　）九代湖城英昭（1956年-　）と受け継がれてきた。三代・以正は、中国の武官・イワァーに師事し、その師範代を務めたとされる。また、以正の従兄の大禎は、ワイシンザンに師事した。
湖城流の命名者は湖城嘉富で当初（小林流・辰山流）といゆ名称で、その後（辰山流）さらに（湖城流）となった。湖城嘉富は一時、知花朝信と交流した関係でそのような名称になった経緯がある。

## 特徴

### 型
湖城流の型は6つあるとされる。
1. 白鶴
2. 白龍
3. 白虎
4. 天巻
5. 空巻
6. 地巻

その他に古伝首里手形、杖術、棒術、サイ術の形が伝わる。

### 12の構え
これらの型には、以下に示す十二支にちなんだ十二の構えが含まれているとされる。
1. 正真型（子）
2. 不動型（丑）
3. 陳風型（寅）
4. 十文字型（卯）
5. 雲竜型（辰）
6. 合気型（巳）
7. 正眼型（午）
8. 動岩型（未）
9. 天地型（申）
10. 吹下型（酉）
11. 地正眼型（戌）
12. 一文字型（亥）

天巻
1. 正真型（子）
2. 不動型（丑）
3. 陳風型（寅）
4. 十文字型（卯）

空巻
1. 雲竜型（辰）
2. 合気型（巳）
3. 正眼型（午）
4. 動岩型（未）

地巻
1. 天地型（申）
2. 吹下型（酉）
3. 地正眼型（戌）
4. 一文字型（亥）

白龍
＃雲竜型(辰）
＃合気型（巳）
＃正真型（子）
＃正眼型（午）
＃十文字型（卯）
白虎
＃不動型（丑）
＃陣風型(虎）
＃吹下型（酉）
＃地正眼型（戌）

十二支の形は天巻、空巻、地巻、と三つの形に分けられそれぞれの構えは、三つの形に分けられている。最終的には三つの形を十二支の形として一つの形になり、とても長い形になる。現在の空手界では見ることの無い貴重な文化遺産である。
白龍、白虎、にも同じく十二支の構えがバランス良く含まれています。
白鶴には、十二支の構えはなく湖城流独自の鶴形になります。

### その他
ほかに湖城流は、一般の空手でよく用いられる正拳突きを多用しないのが特徴である。一本拳（コーサー）、肘打ち（猿臂）、掌底、また掌底の側面などを使って攻撃する。さらに、空手のように突く、蹴るといった打撃技で終わるのではなく、その後、取手（トゥイティ・関節技）を使って相手を押さえ込み、とどめを刺すのを基本としている。「枝葉を全部落としてから、幹を切り刻む」（湖城嘉富）とのことである。湖城嘉富によれば、湖城流は突き・蹴り（空手技）と関節・投げ（取手技）は5：5の比率で用いるという。柔らかく、力をゼロにする不思議な技法が存在する（鶴法）。
湖城流は、1975年、湖城嘉富が道場を閉鎖して以来、現在、湖城家では隠れ武士とし表舞台にでるものはいない。嘉富の弟子・林伸伍が沖縄傳湖城流の道場を、山田道夫が湖城流の道場を鳥取県で開いている。現在、嘉富より最後の弟子と認可される山田道夫（八段位）のみが湖城一族（隠れ武士）と繋がりがある。湖城流の伝承が正しければ、17世紀の尚質王（在位1648年 - 1668年）時代から、徒手空拳の武術（組打法）が存在したことになる。この組打法が、今日の空手や空手以前にあったとされる手 (沖縄武術)とどのような関係にあったのかは不明である。また、湖城親方は、この時、組打法以外にも、中国の武器術を持ち帰ったことになる。